# Temperamåleri

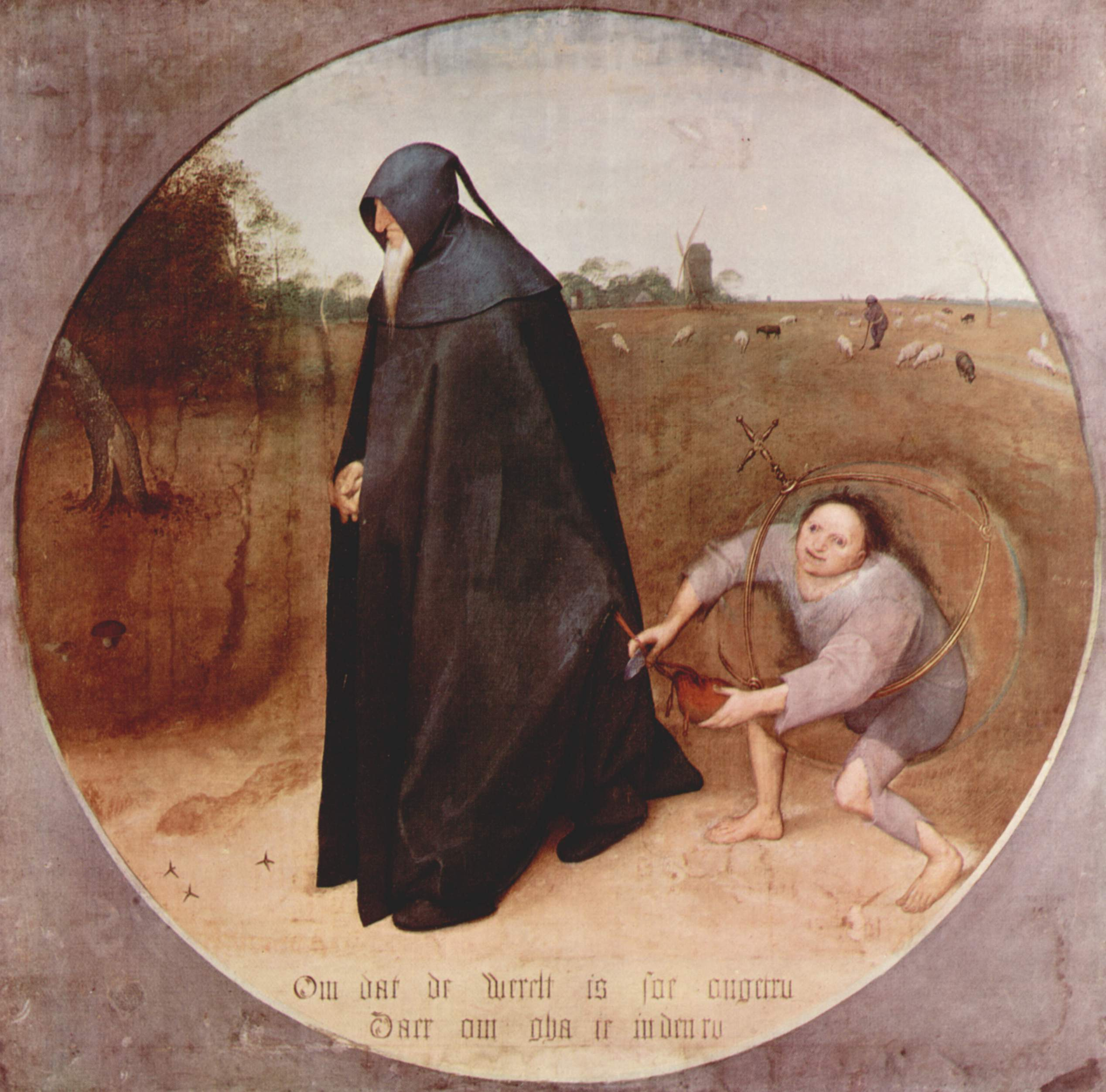
Misantropen
Pieter Brueghel d.ä. (1568)
Tempera på linneduk, 86 x 85 cm

Temperamåleri (italienska, av latin temperare ’blanda’, ’röra ihop’) är en samlande beteckning för målning med en rad sinsemellan ganska olika färger (i betydelsen färgmaterial). Kemiskt sett är temperafärgerna ofta emulsionsfärger, där någon av ingredienserna fyller uppgiften att få de övriga att blanda sig med varandra.
Många traditionella färger är blandningar där man utnyttjar sådana organiska bindemedel som fanns tillgängliga i gamla tiders självhushåll. Man blandade färg av olika oljor, ägg, vax, kasein med mera. De vanligaste temperafärgerna är de som innehåller ägg.

## Äggtempera och äggoljetempera
I den äldsta temperan med ägg användes  äggula, hela ägg, eller ibland endast äggvita, som blandades med pigment och vatten. Denna blandning kallas oftast äggtempera, medan varianten med äggula i viss källor kallas äggoljetempera med hänvisning till det fett som finns i äggulan. Benämningen äggoljetempera används dock oftast för färg som innehåller både ägg och en tillsatt oxiderande olja, oftast linolja. Ägget fungerar då både som emulgator och som bindemedel tillsammans med linoljan.
Äggtempera utan tillsatt olja har använts mycket länge. Under medeltiden var den, åtminstone i sydeuropa, helt dominerande för målning på trä. Användningen av olja introducerades gradvis, antingen som ett översta skikt som ökade glansen eller genom att äggtemperan förvandlades till äggoljetempera genom att olja blandades i färgen. I det europeiska konstmåleriet efter 1600 har temperafärgerna i stort sett helt slagits ut av oljefärgerna, med undantag för  det grekisk- och ryskortodoxa ikonmåleriet. Under 1800- och 1900-talet har en del konstnärliga grupperingar återupptäckt temperamåleriet.
I Sverige har äggoljetempera använts sedan senmedeltiden. Först reserverades den oljeblandade färgen för skulpturer och dekorationsmåleri, men så småningom blev den vanlig på snickerier och möbler. I slutet av 1900-talet lanserades äggoljetempera som färg för målning av större ytor i byggnader, något som inte har förekommit traditionellt.
Äggoljetempera härdar kemiskt genom att oljan och ägget oxiderar under inverkan av luftens syre, och samtidigt förenas med varandra. Den blir snabbt torr på ytan, men det tar lång tid innan den är genomtorr och har härdat färdigt. Den färdiga ytan kan bli mycket hård och slitstark. Glansen beror delvis på pigmenten och är ofta ganska matt, men när ytan är genomtorr kan den poleras upp till högre glans. Äggoljetempera tenderar att gulna på samma sätt linoljefärg. Den kan användas på de flesta underlag. Vissa traditionella pigment är svavelkänsliga och kan därför inte användas i ägg(olje)tempera eftersom äggen innehåller svavel.

## Andra typer av temperafärg
Att använda ägg som bindemedel var länge ganska kostsamt och tillgången var ojämn över året. Det finns en mängd olika temperavarianter där ägg har kombinerats med andra material. Till exempel har mjölkproteinet kasein (ostämne) använts tillsammans med äggvita eller linolja, och det har också funnits bivaxtempera där vaxet blandats med terpentin och harts. Temperafärg kan också innehålla gummi arabicum, och den färgtyp vi idag kallar limfärg kan karakteriseras som en enkel tempera.

## Temperamåleri i konsten

Venus födelse
Sandro Botticelli (ca 1484–1486)
Tempera på duk, 175 x 278 cm

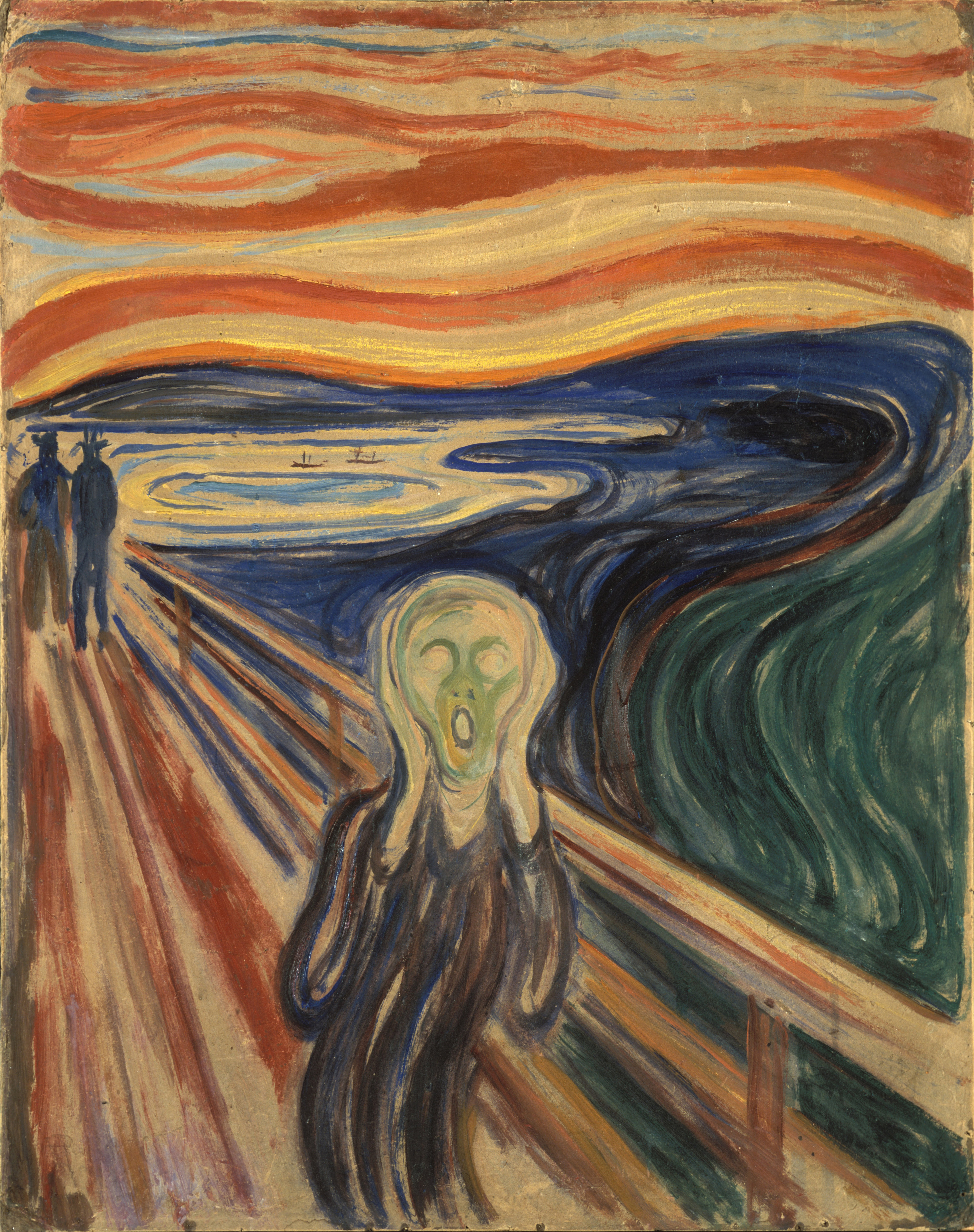
Skriet
Edvard Munch (1910)
Tempera på pannå, 83 x 66 cm

### Material
Temperan torkar till ett stelt färgskikt, så man använder med fördel hårda målningsunderlag, som också passar bra för grundering med traditionell, limbaserad gesso.
Äggtempera kan inte appliceras i tjocka lager, men man kan utan problem lägga många tunna lager över varandra. När färgen lagts på torkar den mycket snabbt. Detta gör det omöjligt att måla "vått-i-vått", så fina schatteringar och övergångar måste skapas genom flera tunna lager som appliceras med parallella penseldrag. Färgskillnader mellan den våta och den torkade temperan kan dock göra det svårt för den ovane att finna samma färgton när man målar över.
Äggtempera gulnar inte med tiden som linoljefärg gör.
Utbudet av färdigblandad temperafärg av konstnärskvalitet är begränsat, men det finns åtminstone ett par internationella märken som för omkring 30 olika kulörer (2017). De flesta konstnärer blandar sina egna färger.

### Användning
Tempera var länge det dominerande mediet i Europa, tills oljefärgen började bli populär under 1400-talet och vid 1600 i stort sett ersatt temperamåleriet.
Efter att fört en tynande tillvaro sedan renässansens dagar, återupptogs temperamåleriet under 1800-talet inom vissa konstnärsgrupper, såsom Nasarenerna och Prerafaeliterna.
Bland konstnärer verksamma under 1900-talet som använt temperatekniken märks till exempel Edvard Munch, Marc Chagall, Paul Klee, Giorgio de Chirico, Otto Dix, Andrew Wyeth och Ben Shahn. Även Pietro Annigoni använde tempera, i en variant med ägg, fernissa och linolja, kallad tempera grassa.

## Byggnadsmåleri med temperafärg
I äldre byggnadsmåleri användes många färgtyper som kan betecknas som tempera. De tillverkades av målaren själv, ofta enligt egna recept. I modernt byggnadsmåleri finns (2010) ett litet antal temperafärger som marknadsförs som halvfabrikat eller färdigblandad färg.
Två etablerade leverantörer marknadsför äggoljetempera (2010). En svårighet med äggoljetempera är att blandningen är en extrem färskvara eftersom ägget snabbt ruttnar. De två leverantörerna har löst detta på olika sätt. Den ena säljer enbart pigment tillsammans med recept som är anpassade till de olika pigmentens specifika egenskaper; efter blandning av pigment, ägg, linolja och vatten kan den färdiga färgen förvaras ett par dagar i kylskåp. Den andra leverantören säljer färdigblandad färg som innehåller konserveringsmedel.
I samband med att äggoljetempera blev vanligare under 1990-talet, kom också rapporter om att användningen skadade målares hälsa. En förklaring till detta kan vara att färgen målats för tjockt eller att underlaget varit fuktigt och att färgen därför har ruttnat innan den hunnit torka. Dessutom har det visats att linolja när den torkar kan avge flyktiga ämnen (aldehyder och karboxylsyror) som irriterar ögon och slemhinnor om koncentrationen är hög, och som också misstänks vara cancerogena. Detta är alltså inte specifikt för äggoljetempera utan gäller alla färger med linolja. Det är dock endast i undantagsfall som luften i nymålade utrymmen har visats innehålla koncentrationer över fastställda gränsvärden för de skadliga ämnena.
Man kan (2010) köpa färdigtillverkade emulsionsfärger som innehåller kasein och/eller bivax och som kan betecknas som temperafärger. I litteraturen och på nätet finns dessutom recept på både traditionella och nyskapade sätt att själv blanda sin temperafärg.